# Maxim M/32–33
A Maxim M/32–33 egy finn változata volt az orosz M1910 Maxim géppuskának, melyet Aimo Lahti fejlesztett 1932-ben. A fegyver 850 lövés/perc tűzgyorsasággal rendelkezett, míg az orosz M1919 és a korábbi finn M09–21 csupán 600 lövés/perces tűzgyorsaságra volt képes. Nem az volt az egyetlen oka annak, hogy Aimo Lahti rendelést kapott a fegyver fejlesztésére azon kívül, hogy kifejlesztett hozzá egy új fém töltényhevedert, hanem egyéb fejlesztéseket is eszközölt, mint a gázadagoló mechanizmus. Egyéb fejlesztések a Maxim M/32–33 gépfegyveren a teljes fogantyú rész újratervezése és egy optikai irányzék felszerelését lehetővé tevő rögzítési pont kialakítása.
Eltérően a többi finn Maximhoz, a Maxim M/32–33 géppuskát légvédelmi feladatkör ellátására is tervezték. Terveztek hozzá egy háromlábú állványt extra alkatrészekkel, melyekkel könnyen át lehetett alakítani légvédelmi állvánnyá, illetve tartozékokat repülőgépek lelövéséhez.
Az M/32–33 utolsó fejlesztése egy hótöltő sapka hozzáadása volt a burkolatra, így havat is lehetett használni a víz helyett télen, ezáltal nem volt szükség 3 kg-nyi hűtővíz szállítására. Ezt a tulajdonságot később az oroszok is átvették.
Néhány száz korai M/09 géppuskát módosítottak M/32-re 1933-1935 között. Ezeket a fegyvereket M/09–32-nek nevezték.

## Fordítás
- Ez a szócikk részben vagy egészben  a   Maxim M/32-33 című angol Wikipédia-szócikk ezen változatának fordításán alapul.  Az eredeti cikk szerkesztőit annak laptörténete sorolja fel. Ez a jelzés csupán a megfogalmazás eredetét és a szerzői jogokat jelzi, nem szolgál a cikkben szereplő információk forrásmegjelöléseként.